# Leopolda Svobodová-Hanusová
Leopolda Svobodová-Hanusová v matrice Leopoldina (7. listopadu 1874 Hrochův Týnec – 26. října 1941 Brno) byla česká operní pěvkyně sopranistka.

## Životopis
Zdroje uvádějí chybný rok narození 1875. Marie se narodila v rodině Jana Hanuse obchodníka a měšťana a Juliany Hanusové-Vladykové. Měla sourozence Františka Hanuse (3. 4. 1878), Julii Kateřinu Hanusovou (22. 10. 1879) a Bedřicha Hanuse (7. 2. 1882). Vdala se za Em. Svobodu, se kterým měla dvě dcery: Leopoldu Svobodovou a Libuši Kofránkovou-Svobodovou.
Mládí prožila ve Vysokém Mýtě. V letech 1890–1893 studovala zpěv na Pivodově pěvecké škole v Praze. Po ukončení školy zahájila svou divadelní kariéru v Klatovech u společnosti Ladislava Chmelenského, kde se stala subretou a sopranistkou. Se souborem zpívala i v zahraničí, např. ve Splitu. Roku 1895 byla přijata do společnosti Františka Trnky, kde již zpívala i operetní role. V letech 1898–1913 působila v Národním divadle v Brně s výjimkou ročního angažmá v Lublani (1903). V Brně vynikla jako zpěvačka ve většině českých i světových oper, neboť její hlas byl křišťálově čistý, zvučný ve výškách i střední poloze.
Její pověst utrpěla v roce 1901, když na veřejnosti zbila svou šestiletou dceru.
V Brně bydlela na ulici Wagnerova (nyní Vítězslavy Kaprálové).

## Dílo

### Role[3][5]
- Barče a Vendulka v Hubičce, Milada v Daliborovi, Mařenka v Prodané nevěstě, Blaženka v Tajemství, Hedvika v Čertově stěně, Karolina a Anežka ve Dvou vdovách, Ludiše v Braniborech v Čechách, Rusalka, Libuše, Šárka, Hedy Z. Fibicha, Marina v Dimitrijovi, Kostelnička v Její pastorkyni, Julie v Jakobínu.
- Tosca, Dona Anna v Donu Giovannim, Leonora ve Fideliovi, Elisa v Pikové dámě P. I. Čajkovského, Taťána v Evženu Oněginovi, Desdemona v Othellovi, Fortunina v Aidě.